# Bitva u Mostu (1248)
Bitva u Mostu se odehrála v měsíci listopadu roku 1248 u mosteckého hradu mezi královským vojskem pod vedením Boreše z Rýzmburka a Havla z Lemberka a povstaleckým vojskem v čele s Přemyslem Otakarem II. Přemyslovo vojsko v tomto střetu utrpělo porážku.

## Pozadí

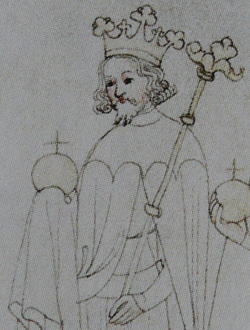
Přemysl Otakar II. ve Zbraslavské kronice

Když 3. ledna 1247 zemřel prvorozený syn krále Václava I. a zároveň markrabě moravský a rakouský vévoda Vladislav, hodnost moravského markraběte byla poté předána druhorozenému Přemyslovi. Náhle však povaha krále Václava značně ochabla a Václav se začal věnovat spíše zábavám a samotářskému životu na jeho odlehlých hradech. To se znelíbilo mnoha českým šlechticům včetně Ctibora zvaného Moudrá hlava, kteří se zaštítili jeho synem Přemyslem a záhy 31. července 1247 mu odpřisáhli věrnost jako mladšímu králi českému. Patrně s oním zvolením a rozdělením země mezi Přemysla a Václava souhlasil i samotný král Václav I. Mír mezi Václavem a Přemyslem poté netrval nijak dlouho. Král Václav sice požádal o vojenskou podporu ze zahraničí, ovšem výsledkem bylo jen přivedení jakési posily z Míšeňska, což zorganizoval Václavův věrný Boreš z Rýzmburka. Na podzim roku 1248 se Přemysl zmocnil téměř celé země a sám sebe tituloval jako českého krále.

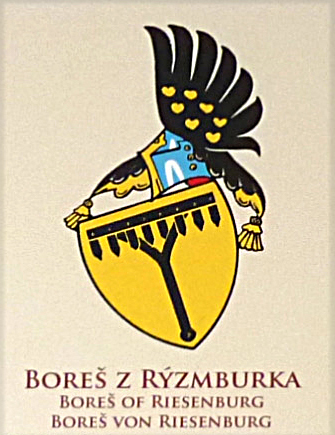
Erb Boreše z Rýzmburka

## Průběh
Zvrat v konfliktu nastal právě bitvou u Mostu. Když Přemyslovo vojsko někdy v polovině listopadu roku 1248 obléhalo mostecký hrad, Boreš z Rýzmburka společně s Havlem z Lemberka náhle v noci přepadli obléhající Přemyslův šik, který byl náhlým útokem překvapen a následně rozehnán. Touto zdrcující porážkou pro zajisté silnějšího Přemysla byl tak uhájen hrad Most před dobytím.

## Následky
Potyčky v severozápadních Čechách pokračovaly sice dále, ale Přemysl byl značně oslaben. Na konci ledna roku 1249 král Václav I. sešikoval armádu složenou z českých, rakouských a uherských bojovníků. Už na začátku února podnikl Václav výpravu směrem do středních Čech, kde 13. února obsadil Vyšehrad a následovně část jeho vojska obsadila i Žatec. Později byl někdy v měsících dubnu či květnu uzavřen snad smír mezi oběma stranami. Přemyslovi byl patrně ponechán titul mladšího krále, avšak zanedlouho válka mezi otcem a synem vypukla znovu.